# Estructura laminar

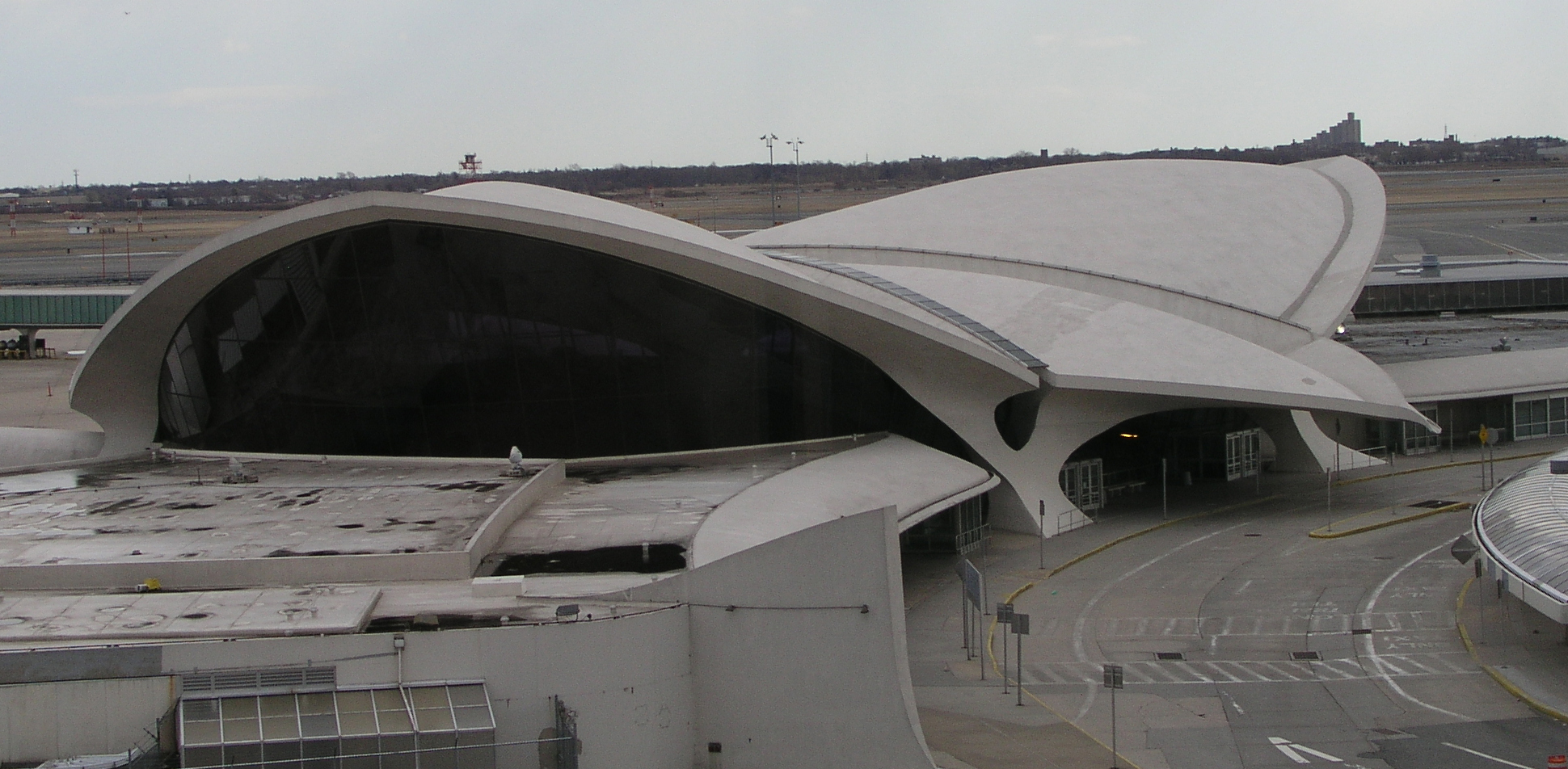
La estructura laminar del TWA Flight Center del Aeropuerto Internacional John F. Kennedy de Nueva York, diseñado por Eero Saarinen.

Una estructura laminar,  también conocida como cáscara estructural, es un tipo de elemento estructural que se caracteriza por ser un sólido tridimensional cuyo grosor es muy pequeño en comparación con sus otras dimensiones y, en términos estructurales, porque resiste las cargas exteriores y las generadas por su propio peso mediante esfuerzos normales de compresión y/o tracción y tangenciales, uniformes en el espesor de la superficie.
Su eficiencia se debe a su curvatura, por lo que pueden presentar una gran resistencia con economía de sección, material y peso. Son las más eficientes desde el punto de vista estructural, permitiendo grandes luces sin soportes internos, creando así un interior espacioso y sin obstrucciones. Estos elementos, típicamente curvos, pueden ser combinados para componer grandes estructuras. Entre las aplicaciones típicas de este tipo de estructuras se encuentran los fuselajes de las aeronaves, los cascos de los barcos y las cubiertas de grandes edificios.
Aunque las primeras estructuras laminares fueron construidas por civilizaciones como la egipcia, la asiria o la romana, el desarrollo de las estructuras laminares modernas se produjo a partir de los años veinte del siglo xx y se debió a la fascinación por un nuevo material, el hormigón armado, y a la necesidad de cubrir grandes luces de forma económica. Félix Candela en México, Eduardo Torroja Miret en España, Eladio Dieste en Uruguay, Franz Dischinger y Ulrich Finsterwalde en Alemania, Heinz Isler en Suiza, Anton Tedesko en Estados Unidos y Pier Luigi Nervi en Italia fueron algunos de los pioneros en la construcción de este tipo de estructuras.

## Comportamiento estructural
La principal diferencia entre una estructura laminar y una losa o forjado es que, sin tensión, la estructura laminar tiene curvatura mientras que la losa es plana. La tensión en una estructura laminar es causada principalmente por fuerzas coplanares, pero puede haber fuerzas secundarias que resulten de deformaciones de flexión. Mientras que una losa plana actúa de manera similar a una viga con fuerzas de flexión y tensión cortante, las estructuras laminares son análogas a un cable, que resiste las cargas mediante esfuerzos de tensión. No obstante, la estructura laminar ideal debe ser capaz de desarrollar tanto tensión como compresión.
Esencialmente, una estructura laminar se puede obtener a partir de una losa o forjado de dos maneras: deformándola hasta transformarla en una superficie de curvatura simple o doble, o aplicando cargas coplanares a la losa de intensidad suficiente.
Las estructuras laminares resisten grandes cargas de compresión distribuidas uniformemente por su superficie; sin embargo, debido a su escaso grosor, tienen poca resistencia a la tensión y no deben recibir cargas concentradas. La distribución de cargas en la superficie es consecuencia del peso de la estructura, el revestimiento y la fuerza del viento.
Su comportamiento estructural se divide en dos: la teoría de la membrana y la teoría de la flexión. En la primera, se considera la resistencia de la membrana, lo que tiene como consecuencia restricciones sobre las fuerzas normales y los esfuerzos cortantes. En la segunda, se considera la flexión que resulta de la curvatura de la estructura, lo que da lugar a restricciones sobre los momentos, esfuerzos normales y esfuerzos cortantes. En los proyectos de estructuras laminares, se debe prestar una atención especial a los soportes, dado que en estas zonas pueden producirse importantes exigencias de flexión.

## Tipos
Según el material, los tipos más populares de estructuras laminares son:
- Estructuras laminares de hormigón, a veces construidas como cúpulas monolíticas, bandas tensadas o paraboloides hiperbólicos.
- Estructuras laminares de celosía, a menudo con la forma de una cúpula geodésica o una estructura hiperboloide.
- Estructuras de membrana, entre las que se encuentran las estructuras textiles y otras estructuras tensadas, las cúpulas de cables y las estructuras inflables.

Algunos tipos de estructuras laminares.
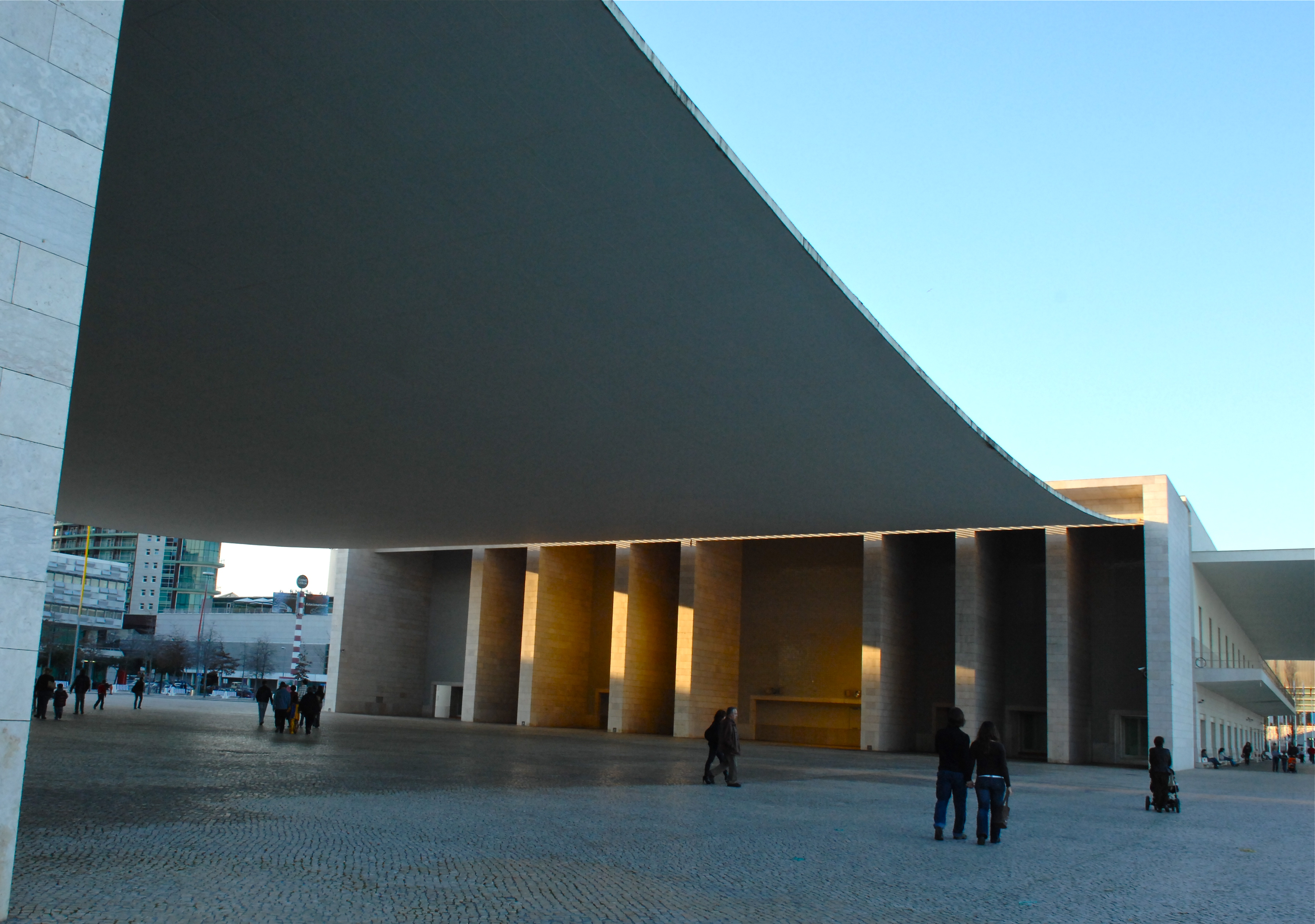
Cubierta de acceso al Pabellón de Portugal en la Expo '98 (Álvaro Siza, 1998), ejemplo de banda tensada.
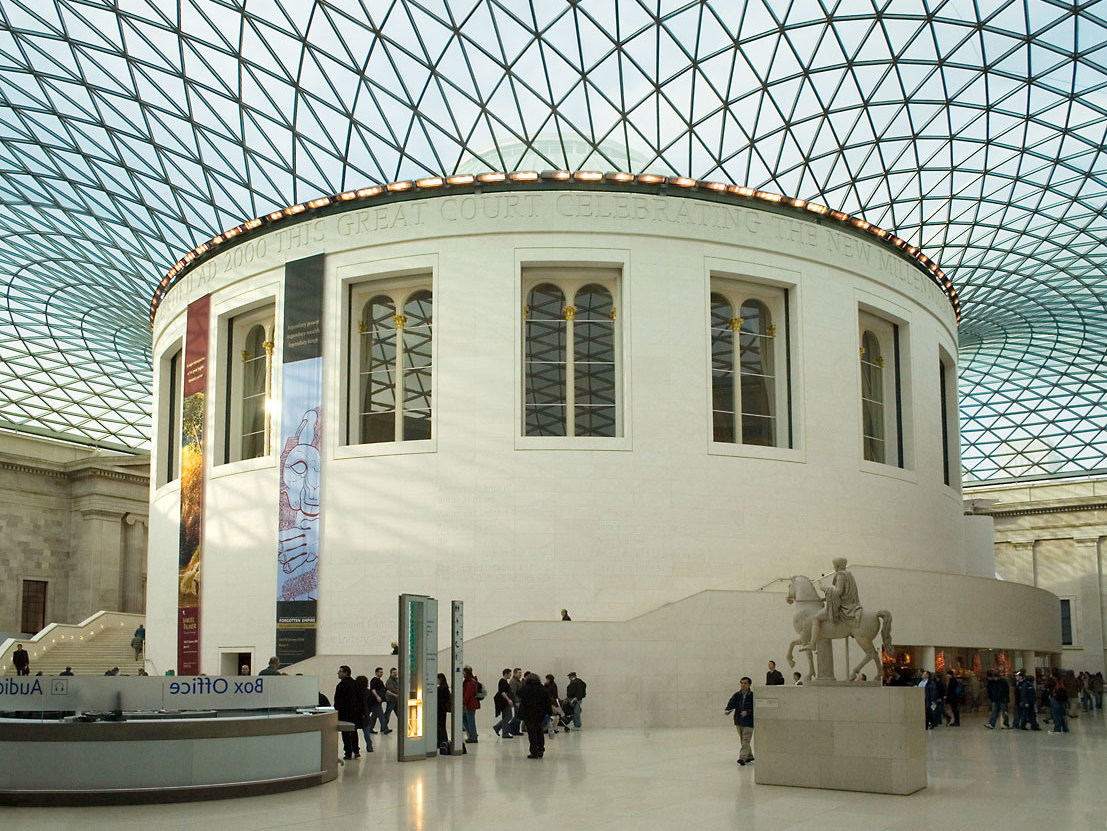
El Gran Atrio del Museo Británico de Londres, con una cubierta laminar de celosía diseñada por Buro Happold y Norman Foster.
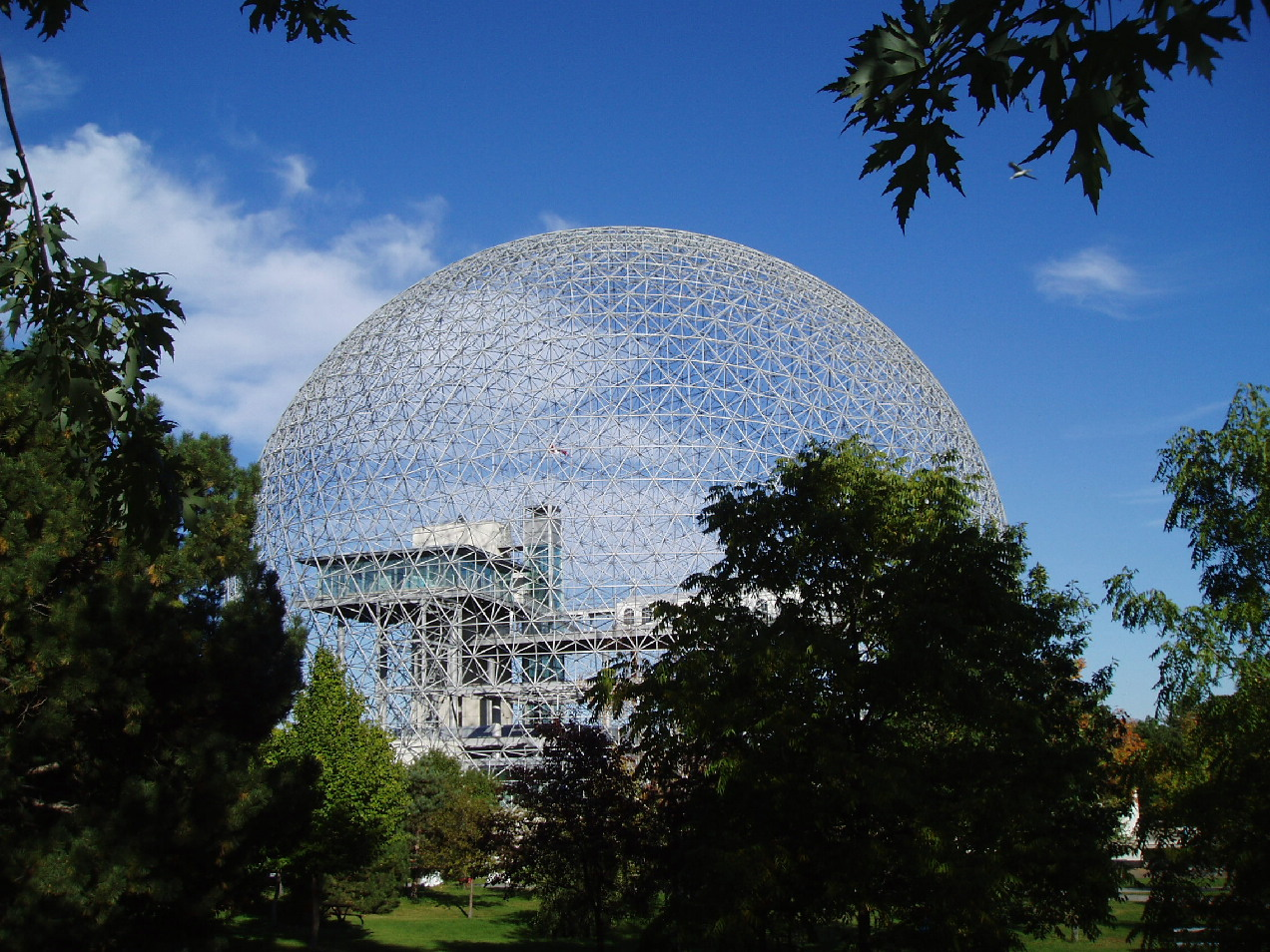
La cúpula geodésica de la Biosphère de Montreal, de Richard Buckminster Fuller (1967).
La Opera Leśna, un anfiteatro al aire libre en Sopot (Polonia), con una cubierta de membrana.
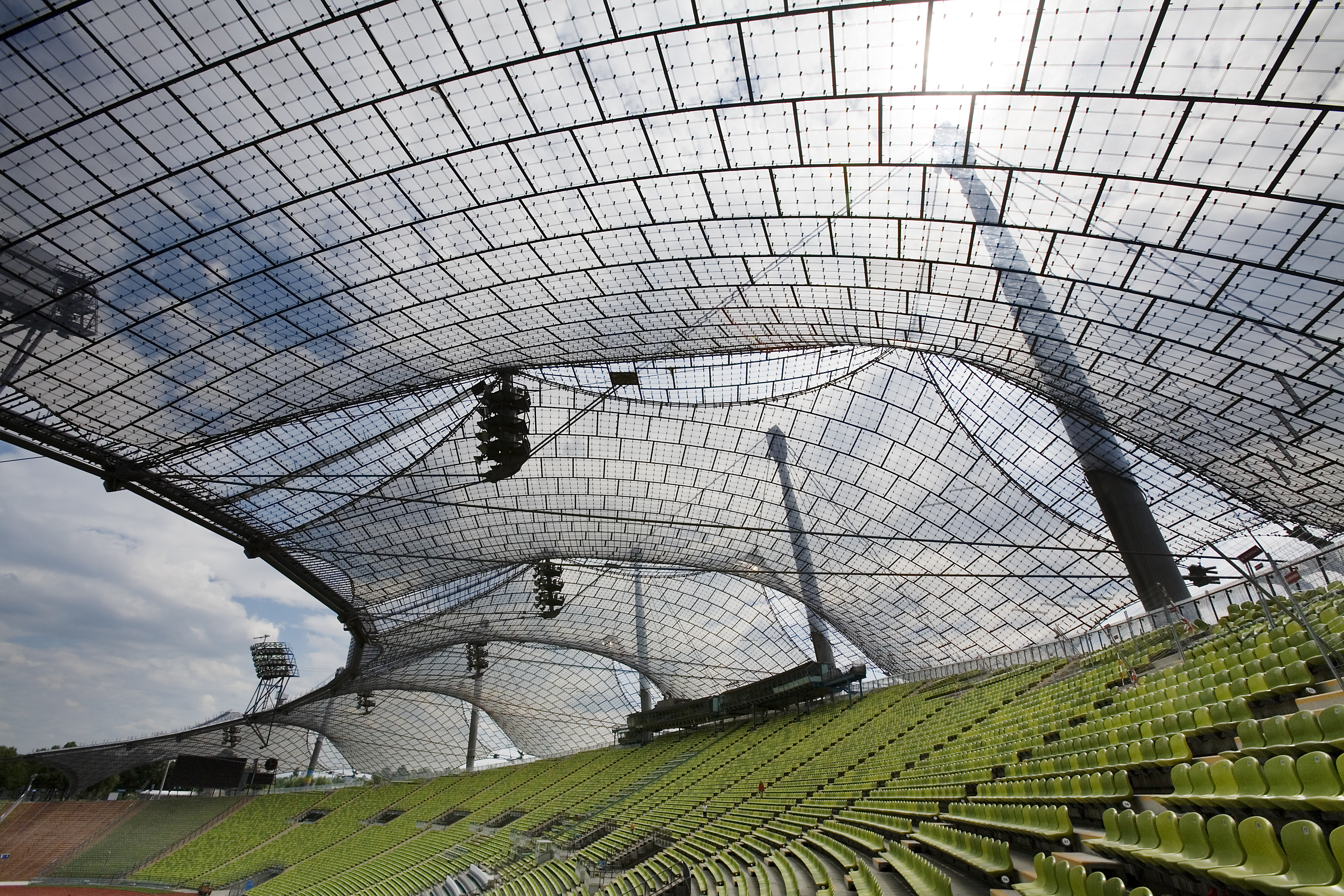
El Estadio Olímpico de Múnich de Frei Otto (1972) es uno de los ejemplos claros de uso de estructuras textiles.

Según su curvatura, las superficies se pueden clasificar en:
- Superficies de curvatura simple o desarrollables. Son aquellas en las que la curvatura en cualquier punto es del mismo signo en todas las direcciones, excepto en una de ellas (la recta generatriz), en que vale cero, por ejemplo, los cilindros y los conos.
- Superficies de curvatura doble, que a su vez se subdividen en:
  - Sinclásticas. Son aquellas en las que la curvatura en cualquier punto es del mismo signo en todas las direcciones, por ejemplo, la cúpula (esfera), el paraboloide elíptico, el elipsoide o el hiperboloide de dos hojas.
  - Anticlásticas. Son aquellas en las que la curvatura en un punto es positiva en algunas direcciones y negativa en otras, por ejemplo, el paraboloide hiperbólico, el conoide o el hiperboloide de una hoja.

Los paraboloides hiperbólicos y los hiperboloides forman un grupo particular dentro de las estructuras anticlásticas, debido a que presentan, además de una forma eficiente para soportar la carga, una relativa facilidad de construcción: el encofrado para estas superficies se puede fabricar principalmente con tablas rectas de madera ya que constituyen superficies regladas. Por esta razón, la mayoría de las estructuras laminares de Félix Candela, así como otras muchas diseñadas por otros ingenieros, se basan en paraboloides hiperbólicos.

Algunas de las formas que pueden adoptar las estructuras laminares.
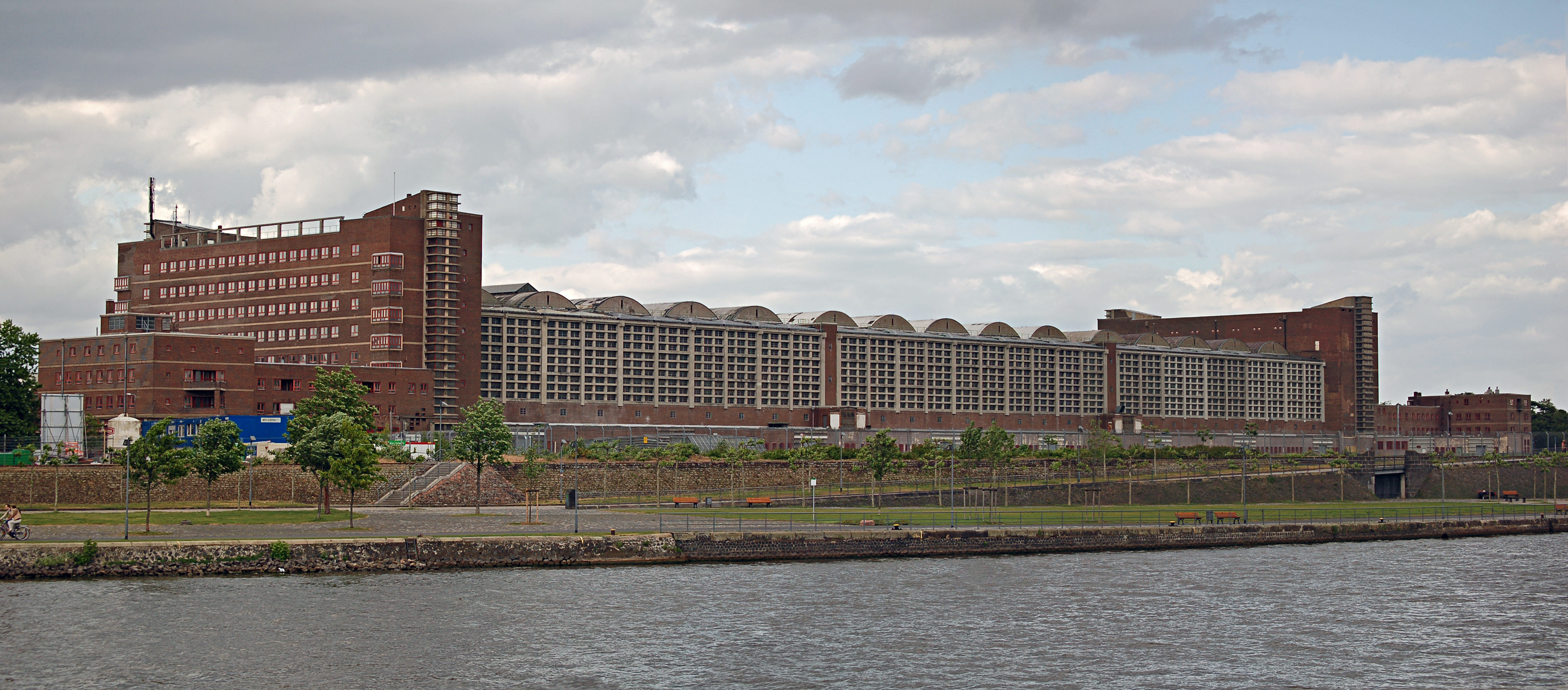
Bóveda cilíndrica: El Großmarkthalle de Fráncfort del Meno, 1928.
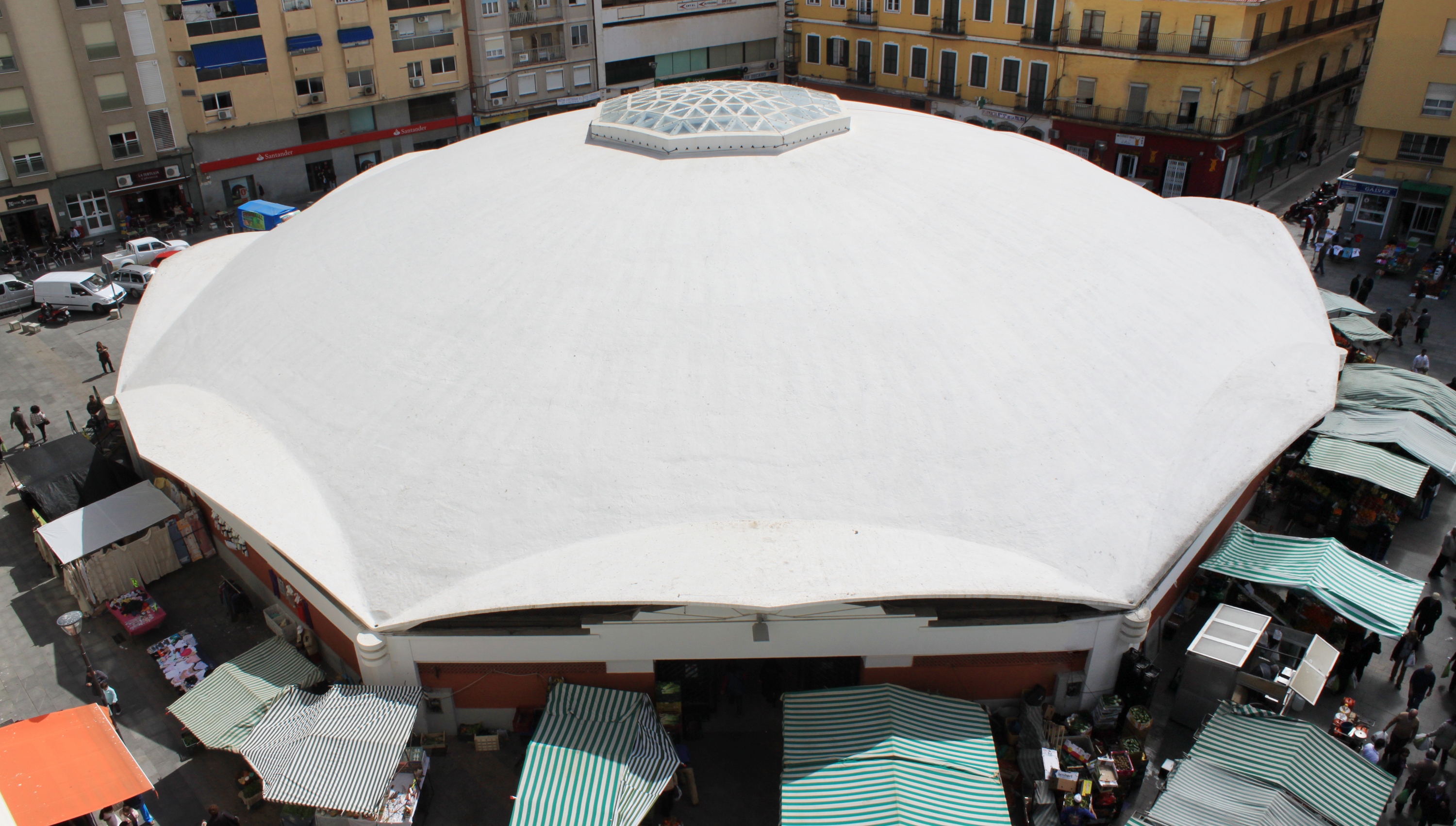
Cúpula: El Mercado de Abastos de Algeciras, 1935.
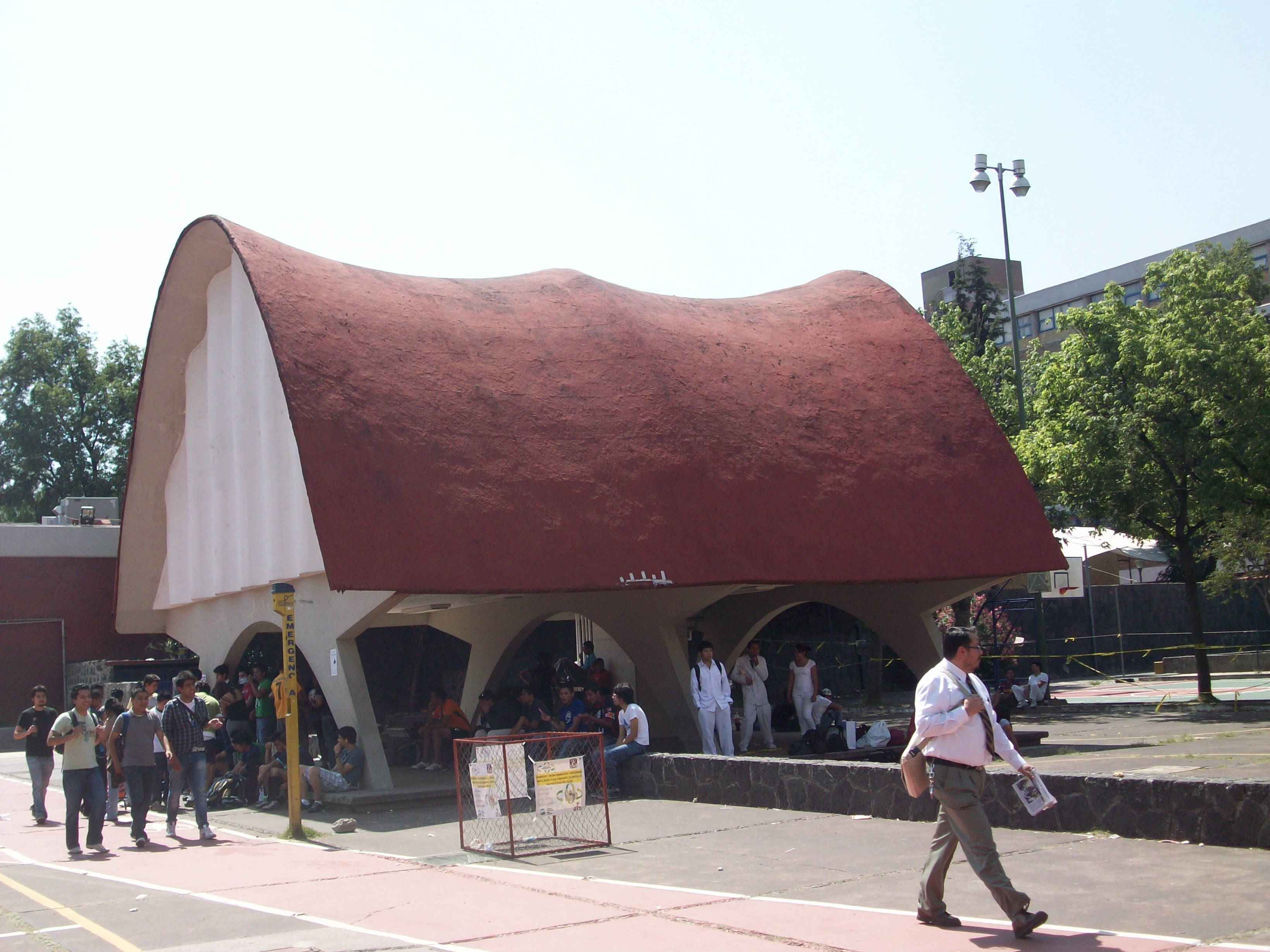
Paraboloide hiperbólico: El Pabellón de los Rayos Cósmicos de Félix Candela en Ciudad de México, 1951.
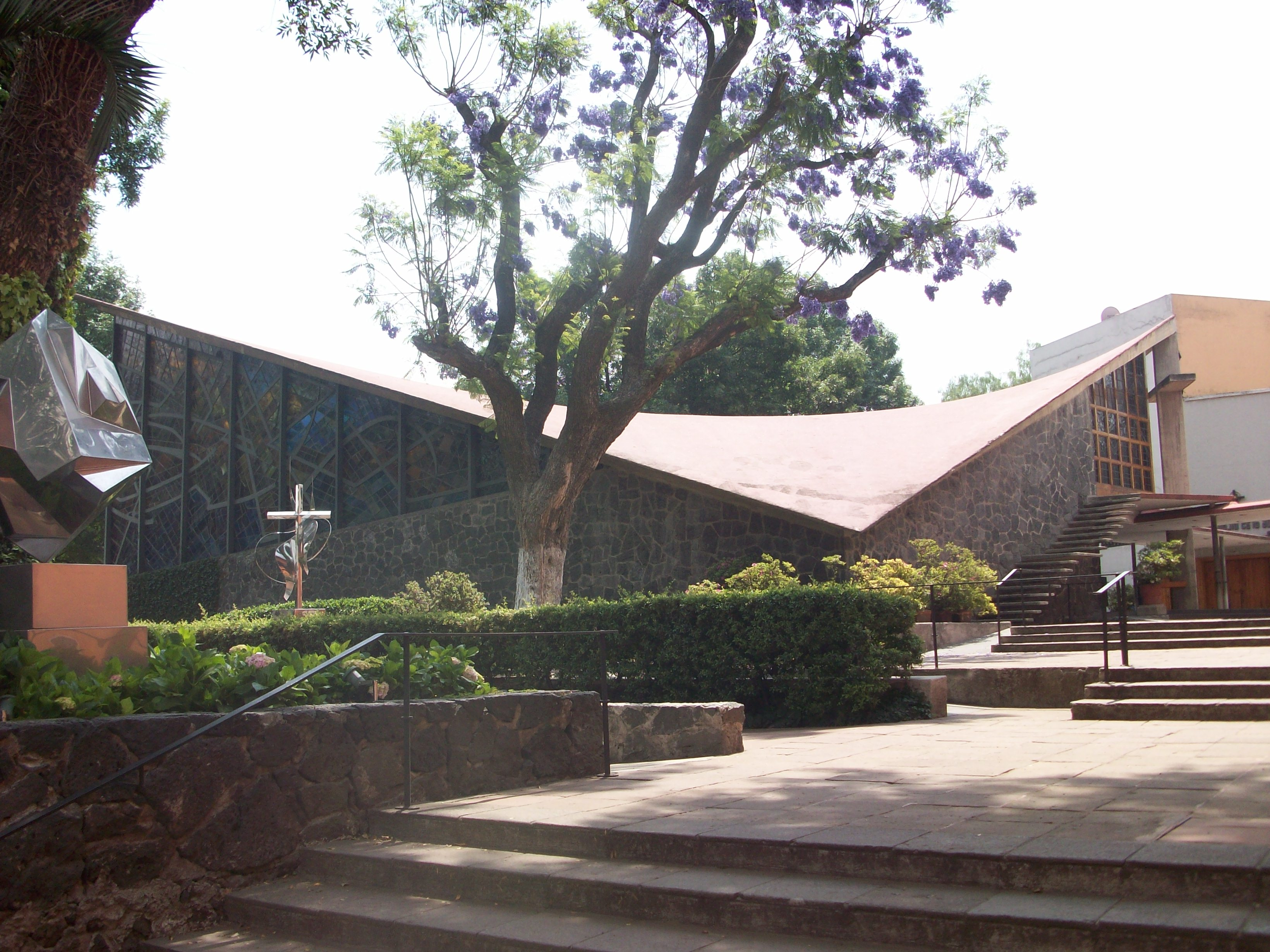
Paraboloide hiperbólico: La capilla de Nuestra Señora de la Soledad del Altillo de Félix Candela, 1955.

## Historia

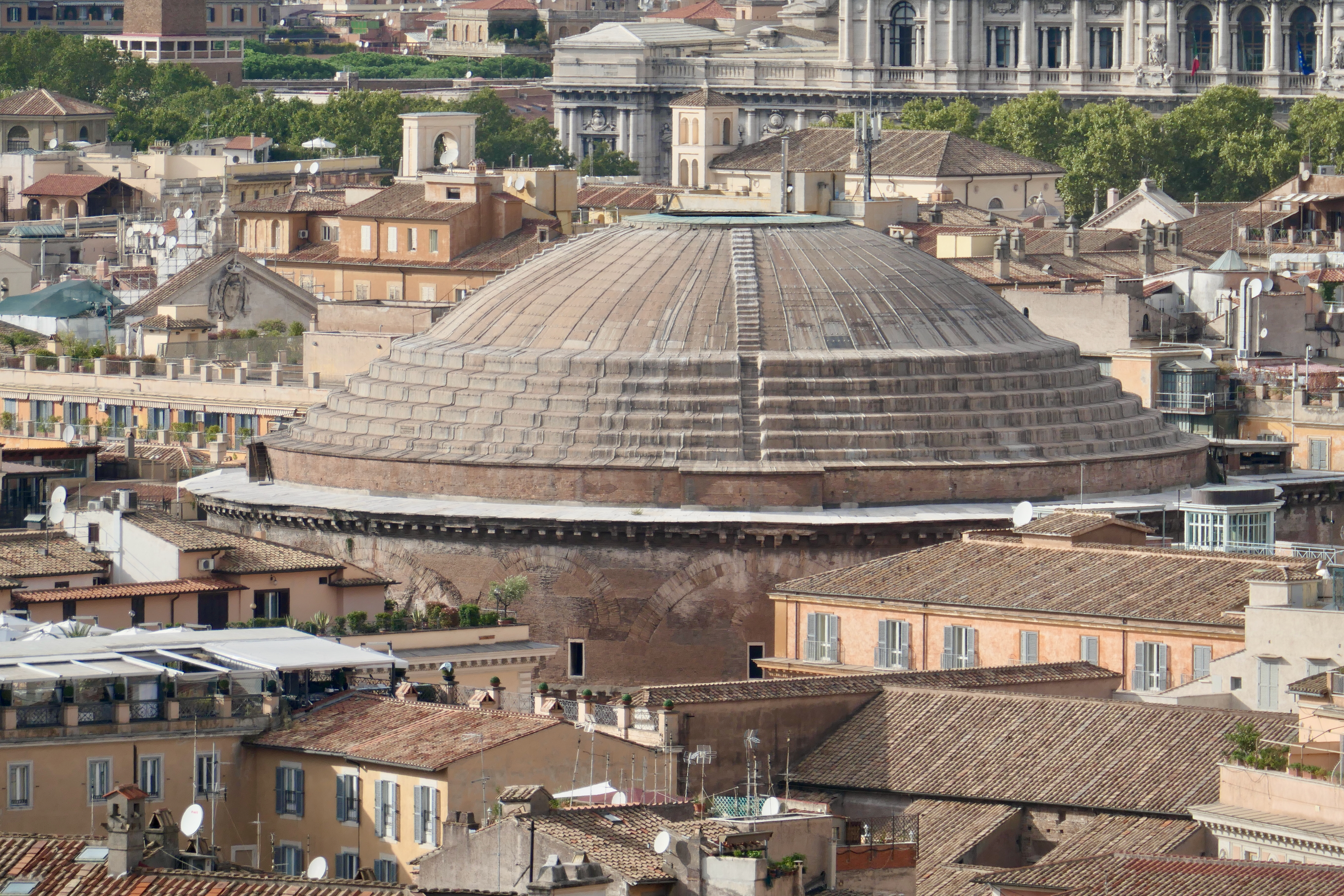
La cúpula del Panteón de Roma, la estructura laminar de hormigón más antigua conocida.

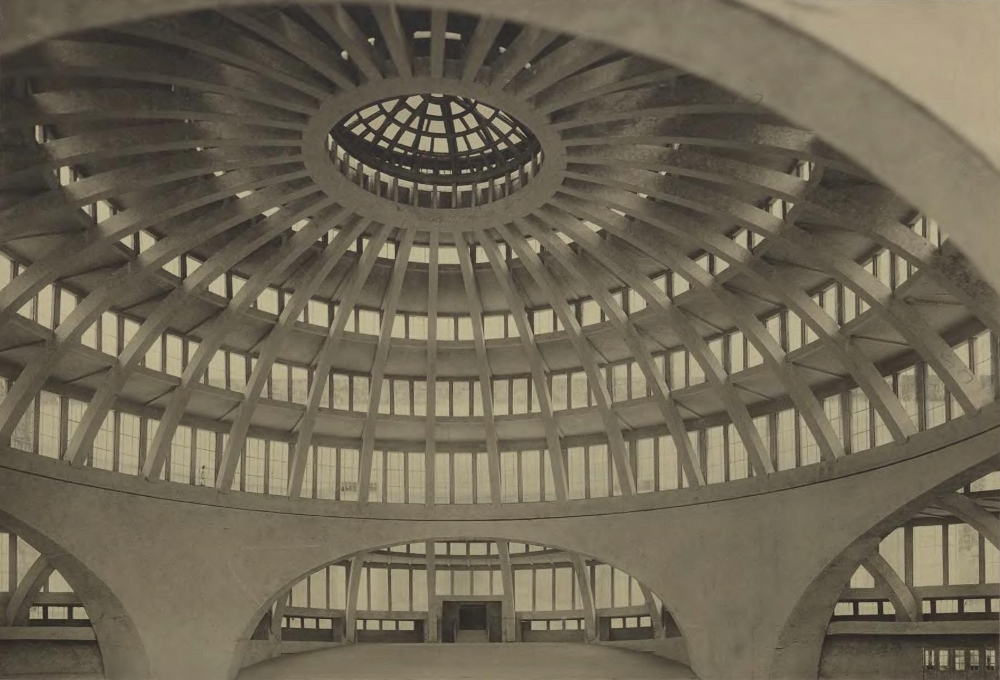
Imagen histórica del interior del Centro del Centenario de Breslavia.

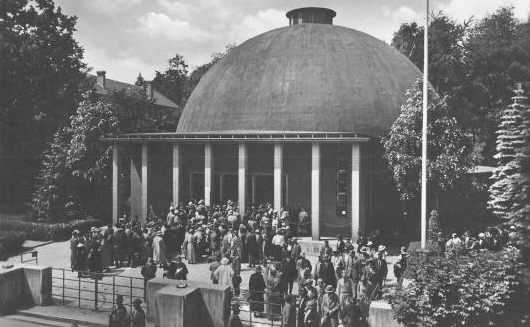
El Planetario de Jena, 1924-1926.

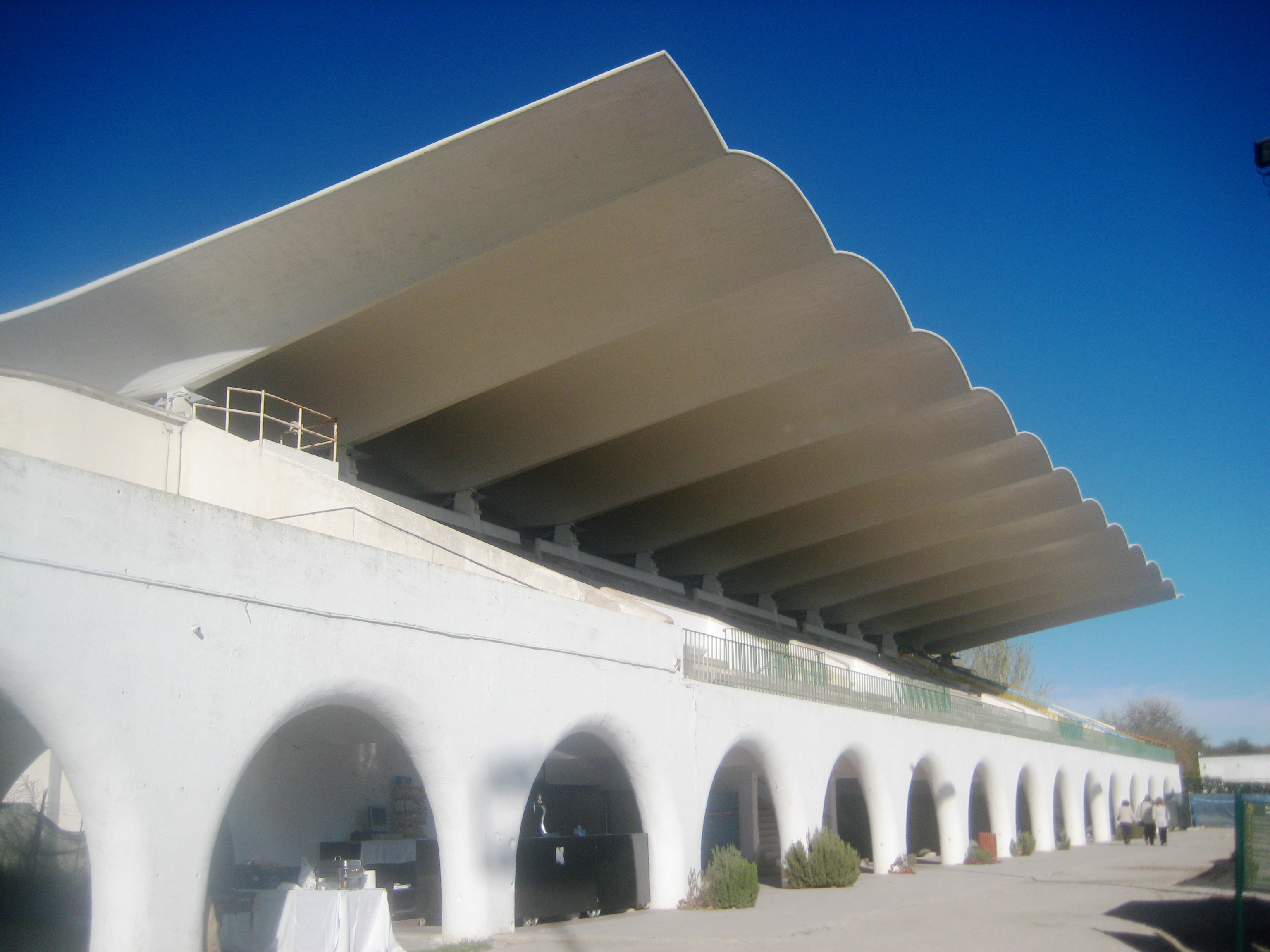
Tribunas del Hipódromo de la Zarzuela de Madrid de Eduardo Torroja, 1934-1941.

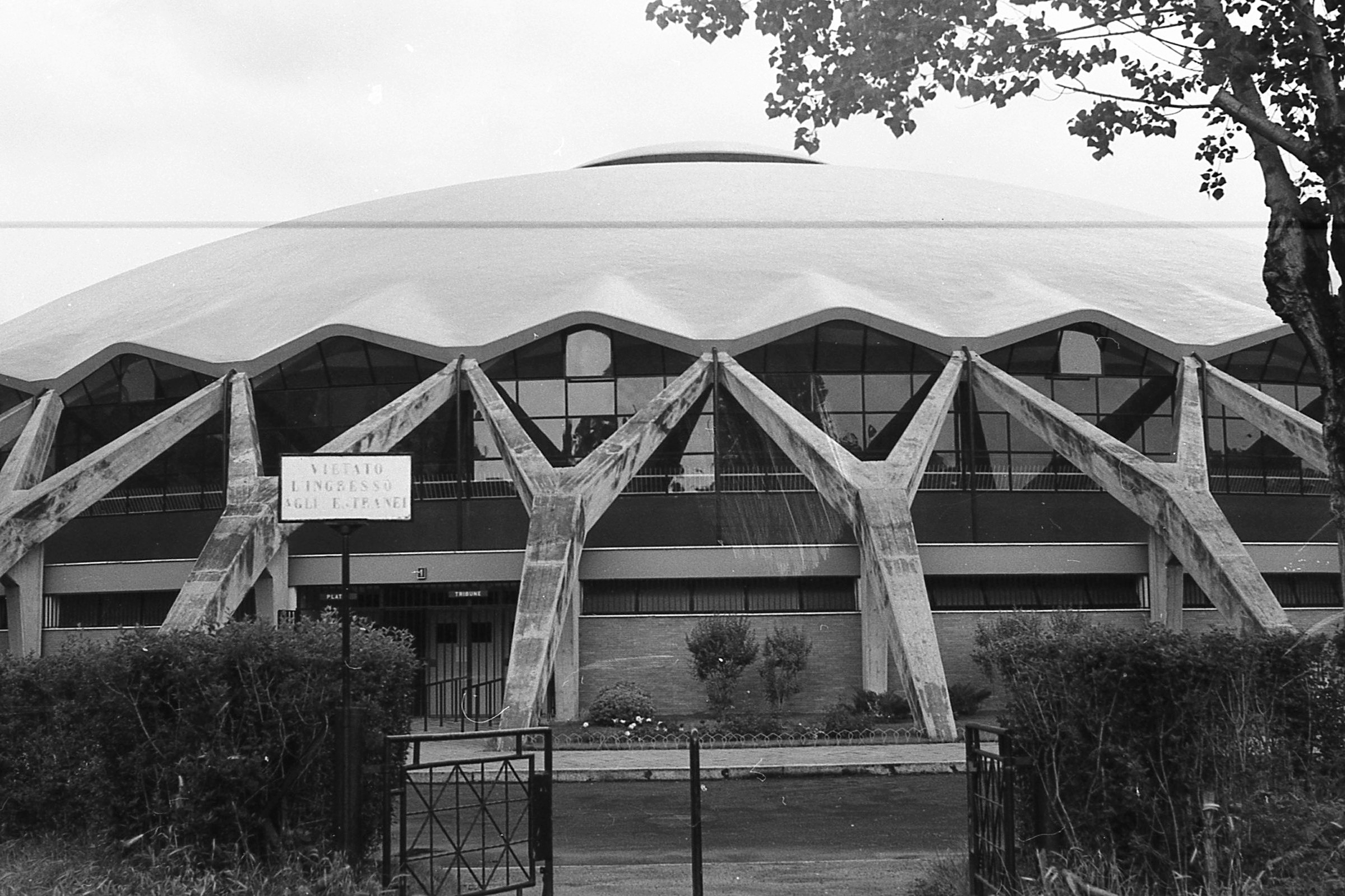
El Palazzetto dello Sport de Roma de Pier Luigi Nervi, 1956-1957.

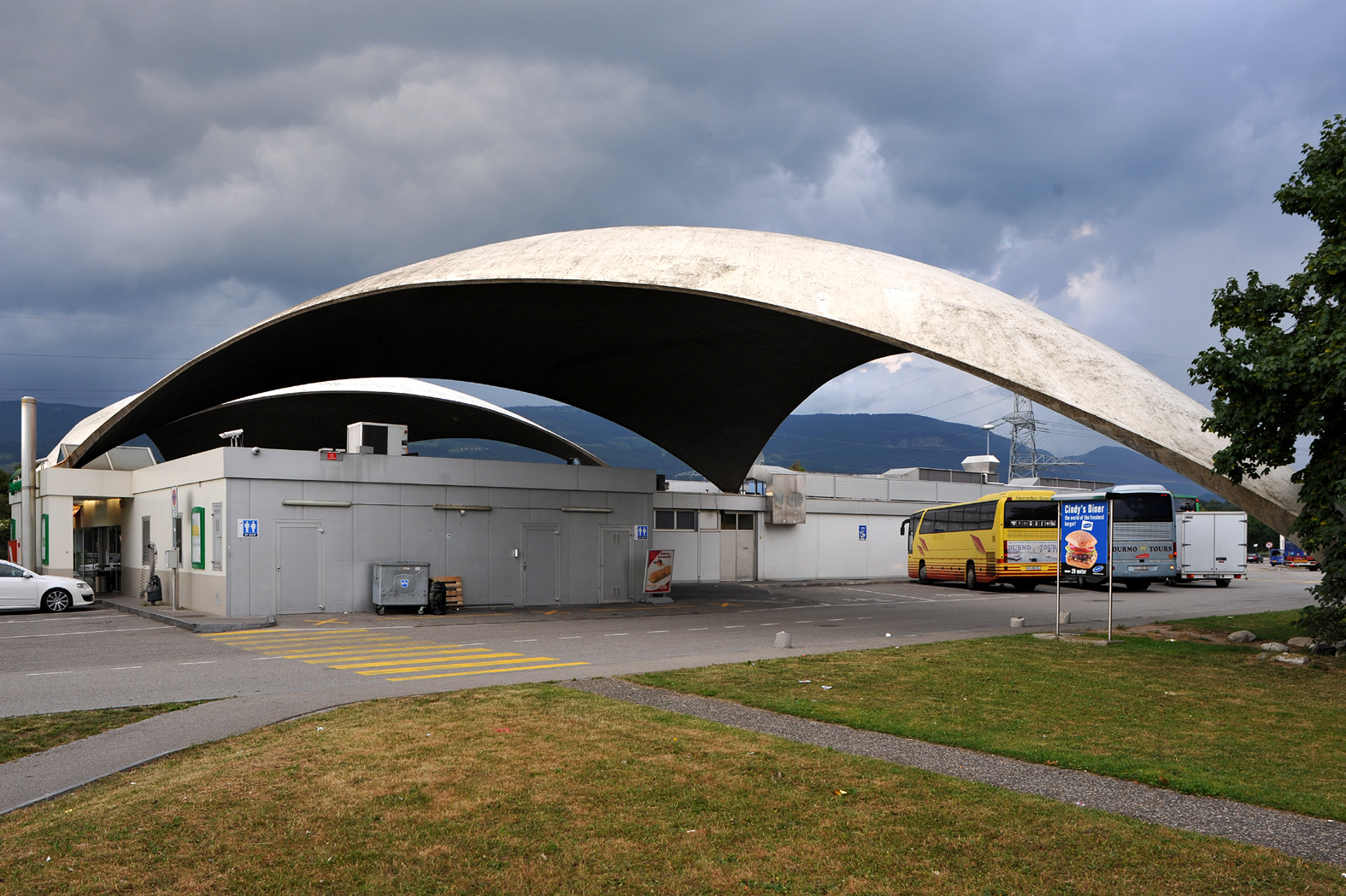
Área de servicio de Deitingen sur (Suiza) de Heinz Isler, 1968.

### Antecedentes
Las estructuras laminares aparecieron por primera vez en las civilizaciones egipcia, asiria y romana, que construyeron estructuras con arcos y bóvedas usando mampostería de piedra y tipos rudimentarios de hormigón como material. En esta época, no existía el cálculo estructural tal y como lo conocemos en la actualidad; los edificios eran construidos usando los conocimientos prácticos adquiridos por los profesionales mediante la observación y la repetición de procedimientos.
El desarrollo de las superficies cilíndricas tiene como punto de partida las bóvedas de cañón de ladrillo que fueron perfeccionadas por los romanos. El arte de las bóvedas reapareció con el románico y persistió durante el gótico, evolucionando desde las pesadas bóvedas de ladrillo a las esbeltas bóvedas nervadas de sus catedrales.
Por otra parte, las cúpulas se han utilizado en arquitectura desde los primeros tiempos. Su evolución ha ido de la mano del desarrollo de los materiales. En la antigüedad se construían de piedra o mampostería, pasando luego al ladrillo y la madera. Los romanos utilizaron frecuentemente las cúpulas para cubrir edificios como basílicas, mausoleos o termas. La mayor de todas es la del Panteón de Roma (120-124 d. C.), de 44 m de diámetro, que además constituye la estructura laminar de hormigón más antigua conocida. Otras cúpulas importantes que fueron marcando la evolución de esta tipología son las cúpula de Santa Sofía de Estambul (532-537), la catedral de Santa María del Fiore de Florencia (siglo xv), la basílica de San Pedro de Roma (1546-1590) y la catedral de San Pablo de Londres (1705-1710).
Las bóvedas y las cúpulas evolucionaron tras la aparición del hierro debido a su mayor rapidez de construcción y a su gran resistencia en relación con su peso; posteriormente, se pasó a la utilización del hormigón armado. Una de las primeras cúpulas de hormigón armado es la del Centro del Centenario de Breslavia (Polonia), construido según el proyecto del arquitecto Max Berg entre 1911 y 1913.

### Primeras estructuras laminares modernas
La primera estructura laminar de hormigón armado fue construida en Alemania entre 1924 y 1926, para cubrir un edificio destinado a la fábrica de la compañía Zeiss, el actual Planetario de Jena.
Hasta la década de 1920, el comportamiento de las estructuras laminares se había estudiado matemáticamente como si se trataran de membranas. Estos estudios concluyeron que si los esfuerzos existentes en una cáscara delgada, pero suficientemente rígida, fueran exclusivamente de compresión y tracción tangenciales y estuvieran contenidos en el espesor de la cáscara, sin que existiera ningún esfuerzo de flexión, el espesor de la lámina podría ser muy pequeño, incluso de tan solo unos pocos centímetros, siempre que su forma y sus condiciones de apoyo cumplieran ciertos requisitos.
De este modo, la estructura ya no resolvía los problemas de sustentación debido a su sección, sino que lo hacía por la pura forma, logrando así satisfacer el principio de economía del material tan importante para los ingenieros y constructores de la época. El material que mejor se ajustaba a estas nuevas estructuras era el hormigón armado, por su gran moldeabilidad; además, las armaduras de refuerzo podían contrarrestar los esfuerzos cortantes y de tracción.
Tras la Primera Guerra Mundial, las estructuras laminares de hormigón armado se impusieron como tipología estructural capaz de cubrir grandes luces con un gasto mínimo de material. Así, surgió un nuevo sistema constructivo con una geometría ideal para cubrir grandes espacios de carácter utilitario como estaciones, aeropuertos, almacenes, naves, fábricas o hangares, que hasta entonces se habían construido fundamentalmente en acero.

### Desarrollo del cálculo de las estructuras laminares
Esta nueva tipología estructural exigió asimismo la elaboración de una base matemática sólida que fuera capaz de realizar el cálculo de estas estructuras de forma segura antes de su construcción. En este contexto, se recurrió a la aplicación de la teoría elástica debido a su más que contrastada vigencia en el cálculo estructural. La aplicación de la teoría elástica al cálculo estructural de las estructuras laminares cilíndricas empezó a desarrollarse en la década de 1930 en Alemania.
Sin embargo, la teoría elástica resultó ser prácticamente inaplicable a las estructuras laminares puesto que exigía resolver complejas ecuaciones diferenciales de octavo orden, formuladas en base a hipótesis irreales que suponían, o bien idealizar una realidad imposible de conocer a priori, o bien suponer un material ideal, homogéneo e isótropo, pese a que el hormigón armado no posee ninguna de esas propiedades. Como consecuencia, fueron apareciendo insalvables discrepancias entre los resultados obtenidos usando el cálculo elástico y lo observado en la realidad o mediante experimentos.
En este contexto, en 1944 el ingeniero danés Knud Winstrup Johansen publicó un artículo de gran relevancia en el que realizó el cálculo estructural de una estructura cilíndrica larga perteneciente a una cubierta real, utilizando exclusivamente el planteamiento de las ecuaciones de equilibrio, permitiendo así un cálculo sencillo y seguro de estas tipologías. A finales de esa década, Johansen y H. Lundgren formularon una teoría de aplicación práctica, clara y sencilla basada en el enfoque del equilibrio.
En los años cincuenta, Heinz Isler desarrolló un nuevo enfoque para diseñar estas superficies, definiendo su geometría a partir de experimentos con modelos físicos como membranas de goma inflable o telas colgantes. Estos experimentos generan figuras equilibradas, ya que su forma distribuye las cargas, como el peso propio de la estructura, a través de las tensiones de la membrana. También en los años cincuenta, los investigadores del Instituto de Construcción Ligera Frei Otto de la Universidad de Stuttgart experimentaron sobre las formas de las estructuras tensadas, estudiando las superficies minimales de las pompas de jabón, entre otras. Sus modelos físicos fueron complementados posteriormente y sustituidos parcialmente con por métodos computacionales para determinar las formas estructuralmente apropiadas, aplicables tanto a sistemas tensionados como a estructuras laminares.
En la actualidad, para el cálculo de estas estructuras se usan modelos computacionales modernos, como el método de los elementos finitos.

### Evolución posterior
El éxito de las estructuras laminares disminuyó a partir de los años setenta, debido a criterios fundamentalmente económicos, como consecuencia de los elevados costes de la mano de obra, del hormigón y de los métodos de encofrado que difícilmente pueden ser reutilizados en otra obra. Las estructuras laminares también exigen un nivel relativamente alto de mantenimiento para evitar fugas y otras patologías debido a que el hormigón expuesto sirve como cubierta y principal barrera contra la humedad. Las estructuras textiles, de cables y estereométricas presentaban soluciones estructurales igualmente eficientes para cubrir distancias más grandes, pero sus problemas de construcción se podían resolver más fácilmente con la tecnología de construcción establecida para esqueletos estructurales. Las pocas estructuras laminares construidas después de los años setenta fueron principalmente nervadas, sustituyéndose la superficie continua por partes lineales o curvilíneas interconectadas.
No obstante, a principios del siglo xxi se produjo una especie de «renacimiento» de las estructuras laminares. Algunos de los ejemplos más destacados son L'Oceanogràfic de Félix Candela en Valencia (2003), la estación de autobuses del Casar de Cáceres (2004), el crematorio Saijo en Kakamigahara (Japón) de Toyo Ito (2008); el Rolex Learning Center de SANAA en la Escuela Politécnica Federal de Lausana (2011) y la cubierta del parque Grin Grin de Fukuoka, también de Toyo Ito (2005).

Algunas estructuras laminares construidas en el siglo xxi.
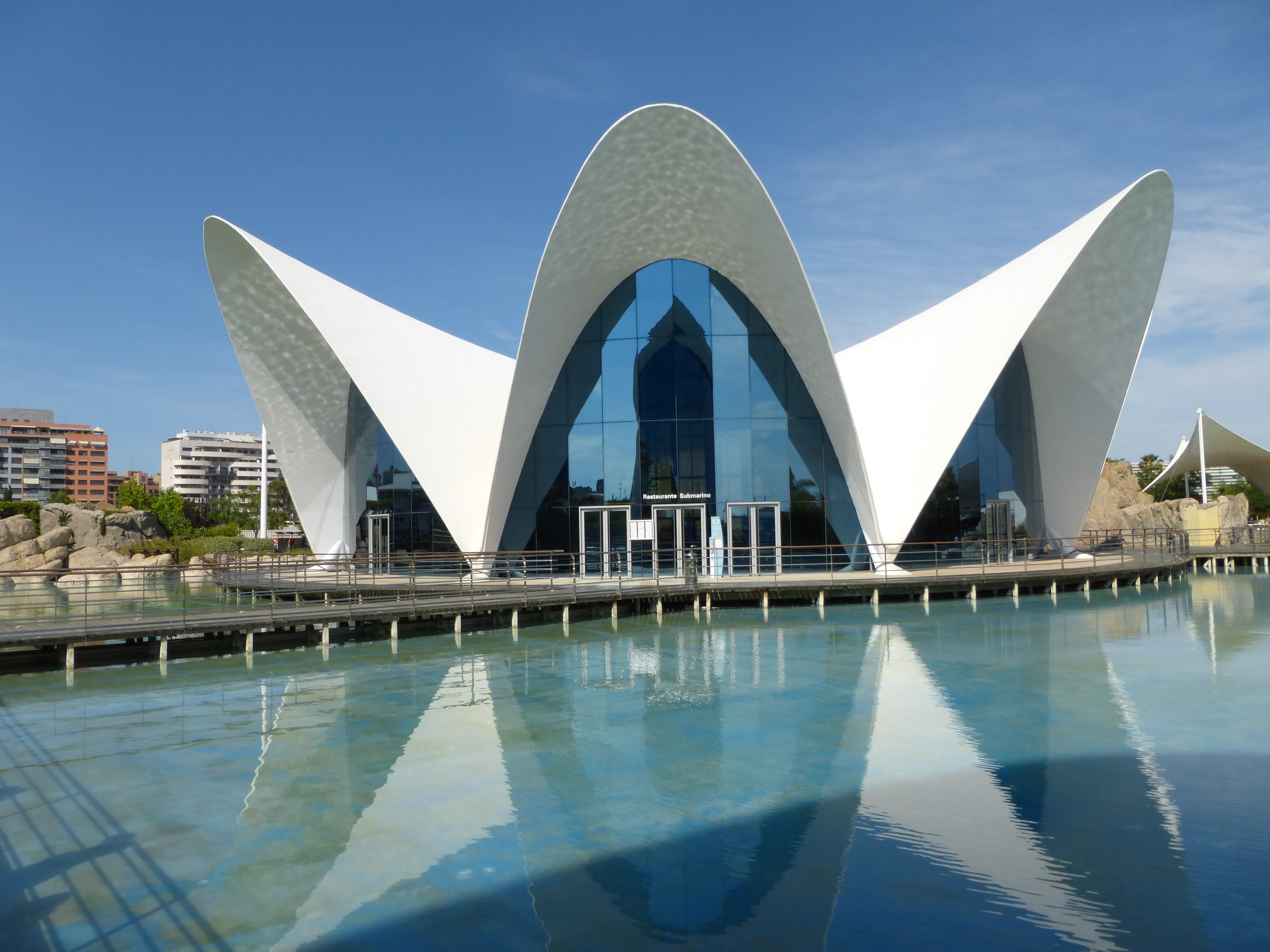
L'Oceanogràfic.
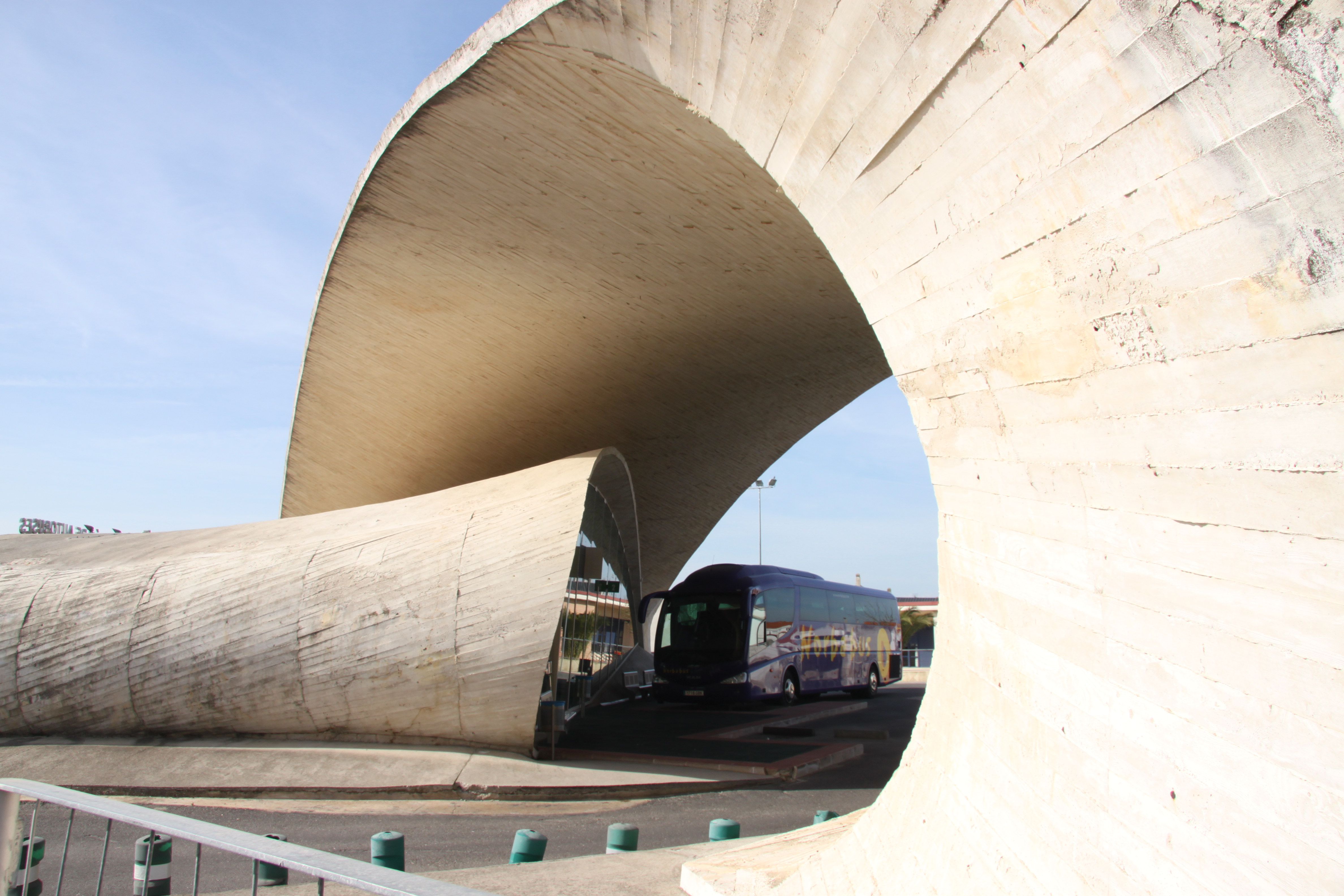
La estación de autobuses del Casar de Cáceres.
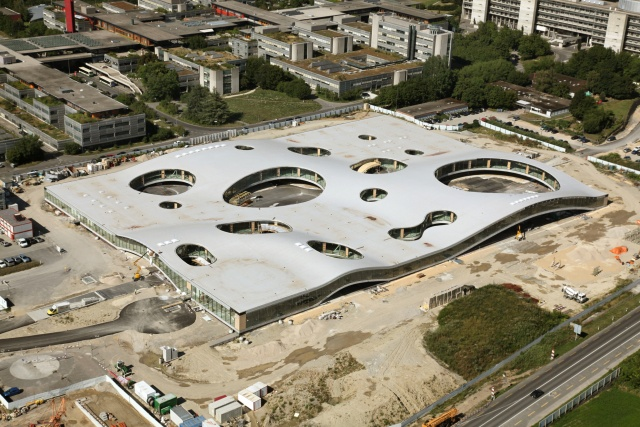
La cubierta del Rolex Learning Center.